# El Esparragal (Puerto Lumbreras)
El Esparragal es una de las cuatro diputaciones que integran el municipio de Puerto Lumbreras (Región de Murcia), situándose al noreste del mismo, limítrofe con el municipio de Lorca. Es la segunda más habitada, con 2.917 habitantes (2.011). De ella forman parte dos pequeños núcleos urbanos, El Esparragal y La Estación, que toma su nombre de la estación de trenes de Puerto Lumbreras. Se sitúa en la zona más baja del término municipal, en el llamado Llano del Esparragal. El paisaje predominante es el matorral, junto a algunas repoblaciones de pinos, grupos aislados de carrasca y esparragal, que da nombre a esta pedanía.

## Historia

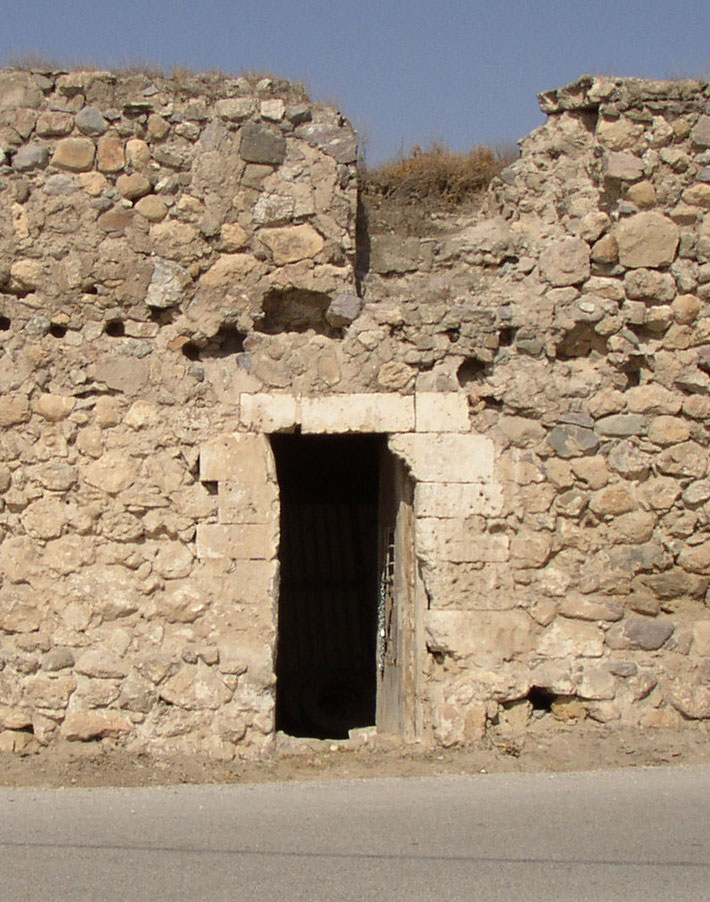
Puerta de acceso a la torre del Obispo

Apenas quedan testimonios de la ocupación prehistórica, aunque probablemente durante la Edad del Bronce se debió aprovechar las excelentes cualidades para el desarrollo de actividades agropecuarias de esta zona. Prueba de ello es la proximidad del yacimiento argárico de Cañada de Alba, situada en la Sierra de Enmedio y desde la que se tiene un gran control visual de los llanos del Esparragal.

Es significativa la escasez de vestigios arqueológicos de época romana. En parte podría explicarse por el tipo de poblamiento predominante en esta comarca, pequeños caseríos o granjas dedicadas al laboreo agrícola y probablemente dependientes de un núcleo urbano de mayor entidad (Eliocroca). Al noroeste del casco urbano del Esparragal se localiza un yacimiento de época romana, llamado Aljibe de Poveda, y que podría responder a este tipo de ocupación vinculada a los trabajos agropecuarios. 

Durante la Edad Media continuó este modelo de ocupación del territorio: pequeñas alquerías cuya ocupación principal era el trabajo de la tierra y que dependían de núcleos urbanos de mayor entidad, en este caso Lorca o Puerto Lumbreras. En esta población, se conserva el Castillo de Nogalte, edificación que ha sido interpretada como un granero fortificado en el que se depositarían las reservas procedentes de todas las alquerías próximas.  Una prueba de estas actividades son los aljibes de El Esparragal y de La Estación, construidos en época medieval islámica y que han seguido en uso prácticamente hasta nuestros días.

Tras la incorporación del reino de Murcia a la Corona de Castilla, todo el campo de Nogalte quedó prácticamente despoblado, al convertirse en tierra de frontera entre Castilla y el reino Nazarí de Granada. La protección del territorio se completó con torres vigías, como la Torre del Obispo, que controlaban y defendían el Camino Real de Vera. 
Este territorio continuó prácticamente despoblado hasta bien avanzado el siglo XVI, lo que fue aprovechado por parte de los regidores lorquinos, propietarios de ganado lanar, para convertir estas tierras en una dehesa para sus ganados.
A partir del siglo XVIII, con el inicio de estas tierras, se constata un aumento demográfico, que tiene su fiel reflejo en la consolidación urbana de Puerto Lumbreras. Durante la siguiente centuria, la económica se vio reforzada por los trabajos mineros en la Sierra de Enmedio, actividad que animó a la compañía inglesa The Great Southern of Spain Railway Company Limited a comenzar la construcción de la línea del ferrocarril que uniría Almendricos con Águilas y el trayecto Lorca-Baza.
Finalmente, en 1958, El Esparragal pasó a formar parte de Puerto Lumbreras, tras la formación de este municipio que hasta la fecha había formado parte de Lorca.

## Inundaciones
Durante el mes de septiembre de 2012, esta diputación se vio afectada por las fuertes lluvias que se dieron lugar en toda la región de Murcia provocando riadas e inundaciones en gran parte de su territorio. Varias personas fallecieron a causa de los fuertes arrastres del agua. De igual modo cientos de convecinos se vieron afectados por las aguas debido a los grandes destrozos provocados por el agua.

## Economía

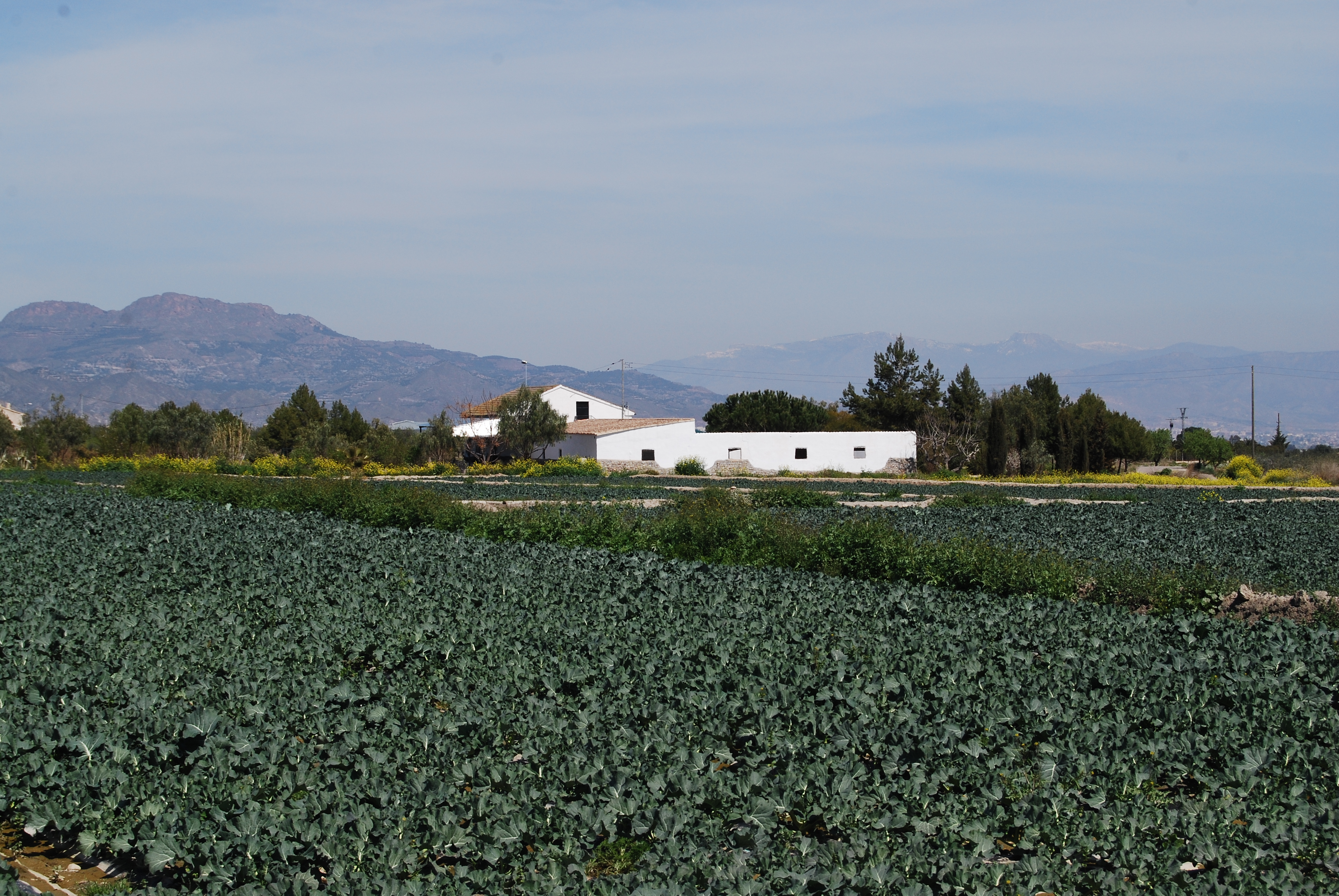
Regadíos en el llano de El Esparragal

La orografía de esta diputación ha determinado a lo largo de su historia la base de su economía. Actualmente, El Esparragal depende fundamentalmente del sector primario, esto es, la ganadería y la agricultura. Esta última ha experimentado un notable desarrollo gracias a la mejora de la red de regadíos. Predominan los cultivos de regadío, sobre todo hortalizas (brócoli, lechuga o coliflor) y frutales (naranjos, perales), y la floricultura, siendo muy numerosos los invernaderos dedicados a la producción de claveles. También hay cultivos de secano, como el olivo y el almendro.

Respecto al sector industrial priman las actividades relacionadas con la agricultura (plásticos para invernaderos, sistemas de riego por goteo) y con la ganadería (piensos compuestos). En menor medida, hay que sumar otras actividades como el trabajo de la piedra.

## Gastronomía
Dentro de la gastronomía de El Esparragal, el plato más típico es el de las migas de harina o de migas de pan que se acompañan con "tropezones" procedentes de la matanza del cerdo, ajos tiernos, y de uvas o brevas.
Otros platos típicos son el arroz con pavo, los exquisitos potajes con legumbres y verduras y los productos obtenidos del cerdo como los exquisitos embutidos caseros elaborados en las tradicionales Matanzas, destacando la morcilla de cebolla por su sabor único.También se degustan otras carnes como la pierna de cordero al horno cocinadas en los tradicionales hornos morunos en los que en Navidades es tradicional hornear dulces típicos navideños de la zona como las tortas de pascua, las tortas de naranja, los alfajores, los mazapanes y los cordiales. 

## Lugares de interés
- Torre del Esparragal

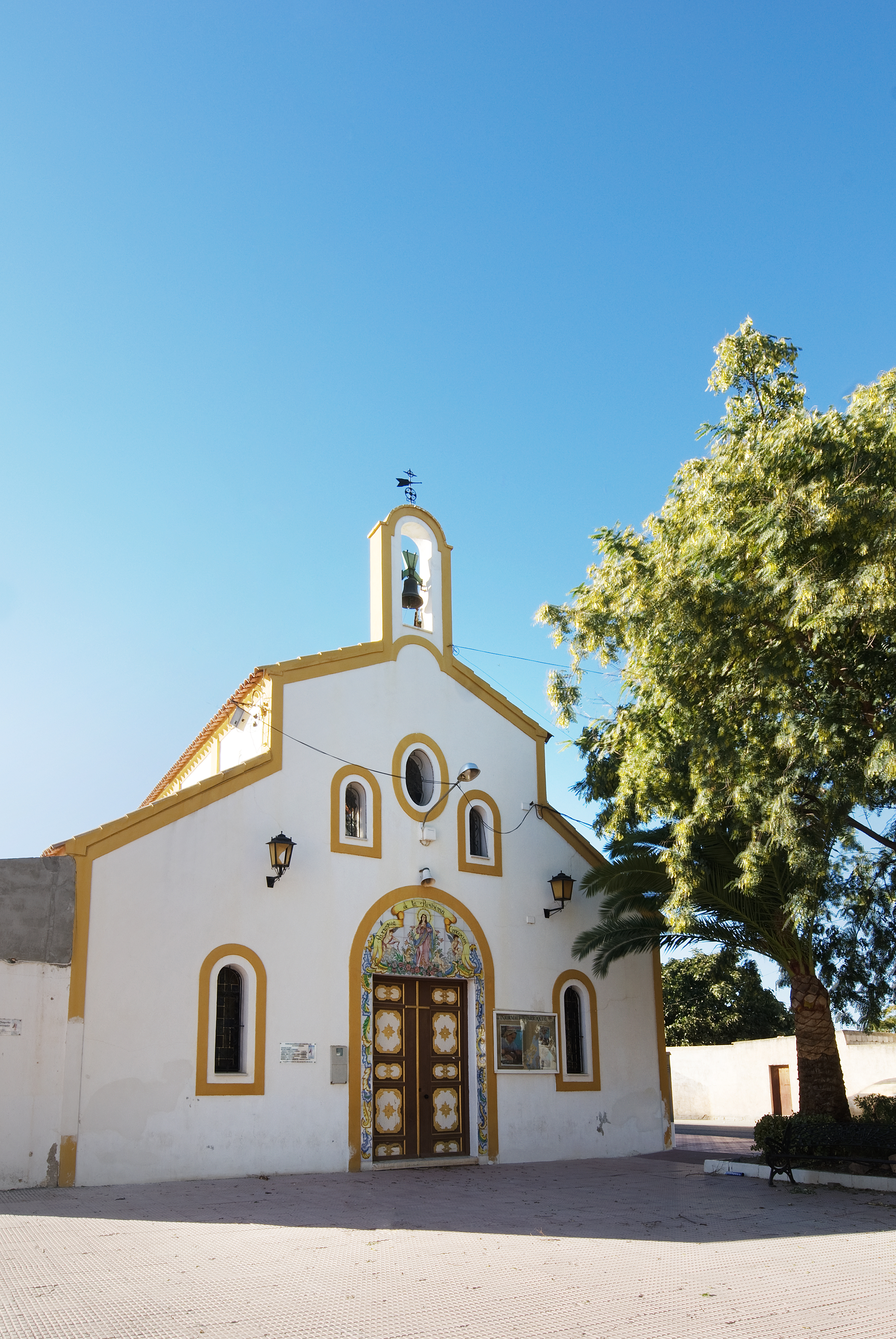
Ermita de El Esparragal

Se trata de una torre avanzada de vigía construida en la primera mitad del siglo XIV. Vigilaría este sector del campo de Nogalte y la vía de comunicación que por allí discurría, con el apoyo de la Torre de los Almendros y de otros recintos defensivos situados en altura como La Torrecilla o el Castillo de Nogalte. De planta cuadrangular, de casi 10 metros de lado, su interior presenta dos bóvedas divididas por un arco. Sus muros están fabricados mediante mampostería, con las esquinas reforzadas.

- Aljibe del Esparragal

Aljibes como el de El Esparragal, o el de la Estación o Poveda, han desempeñado un importante papel dando lugar a los abundantes y dispersos cortijos del campo de Nogalte, al permitir almacenar el agua necesaria para tanto para uso doméstico como agropecuario. Este aljibe tiene su origen en época medieval islámica (siglos XII-XIII), probablemente vinculado a alguna alquería, si bien ha sufrido numerosas remodelaciones y modificaciones en siglos posteriores que han permitido mantenerlo en uso hasta fechas recientes.

- Aljibe de La Estación

Se fecha, al igual que el anterior, en época islámica (siglo XIII), aunque ha sido objeto de reparaciones a lo largo de su historia. Es de planta rectangular (9,35 m de largo x 4,20 m de ancho), con cubierta de bóveda de medio cañón. El alzado supera los 3 m. Conserva la boca así como varios huecos para abastecerla de agua.  Se tienen noticias de la existencia de numerosos materiales cerámicos islámicos en las proximidades, lo que documentaría la explotación agropecuaria de estas tierras en época medieval.

- Ermita de la Purísima Concepción

Ermita en honor de la Purísima Concepción localizada en la población del Esparragal. Se trata de un edificio de nave única de planta rectangular y con cubierta a dos aguas, enlucida de blanco al exterior y franjas amarillas enmarcando puertas y ventanas. El tímpano está decorado con azulejería representando a la Purísima Concepción. El 8 de diciembre tienen lugar en la Ermita numerosos actos con motivo del día grande de las fiestas del Esparragal, como la ofrenda de flores a la Purísima o la misa solemne y procesión. El párroco desde el año 2012 hasta la actualidad es Don Antonio Carpena López que además lleva las Iglesias de Almendricos, La Campana, La Escarihuela y Venta Ceferino. El horario de misas es los sábados a las 20:00 (octubre a marzo) y 21:00 (abril a septiembre) y los domingos a las 10:00 (excepto julio y agosto).

## Fiestas
Las fiestas tienen lugar en torno al 8 de diciembre, festividad en honor a la Purísima Concepción. Son cinco días de celebración en la que se realizan numerosas actividades, tanto de índole religioso (ofrenda de flores a la Purísima, misa solemne y procesión), lúdicas (campeonato de petanca, carrera popular) y gastronómicas (arroz con pavo). El día grande de las fiestas es el 8 de diciembre, con actos que se celebran en la Ermita, como la ofrenda de flores a la Purísima, una misa solemne y la procesión, con la Cuadrilla del Esparragal, día que termina con un tradicional arroz con pavo para todos los asistentes y un gran castillo de fuegos artificiales.

## Naturaleza
El Esparragal se sitúa en la zona más baja del término municipal lorquino. Sus llanos se componen de un paraje formado por los sedimentos aportados por la Rambla (geomorfología)como la de Nogalte, Esparragosilla, o Béjar, entre otras. Se calcula una potencia de sedimentación próxima a los 200 metros de espesor. Este paraje presenta una forma ondulada debido a los conos de deyección de las ramblas anteriormente mencionadas.
La gran mayoría de la flora silvestre la constituyen el matorral y algunas repoblaciones de pinos y restos de carrasca y de esparragal, que da nombre a esta pedanía.

## Galería
|                  |
| Torre del Obispo |

|                       |
| Aljibe de la Estación |

|                       |
| Aljibe del Esparragal |

|                                  |
| Ermita de la Purísima Concepción |

|                         |
| Plantación de almendros |

|                       |
| Ermita del Esparragal |

|                                        |
| Estación de ferrocarril Murcia-Águilas |